# Willie Du Plessis
Willie Du Plessis 5 de junio de 1990) es un jugador de rugby de nacionalidad sudafricana que juega en la posición de Apertura.

## Carrera

### Clubes
Du Plessis ha jugado en categorías inferiores para Bulls y Sharks y su debut como profesional se da cuando fue incluido para jugar la Vodacom Copa de 2012 con Blue bulls. Debido a sus buenas prestaciones es reclutado por los Cheetahs para jugar en el Super Rugby donde debutó un 13 de marzo de 2015 ante Sharks donde perdieron por 13-27.
En agosto de 2015 se Une a Toulon como joker médico debido a que el Top 14 se estaba jugando al mismo tiempo que la Copa Mundial de Rugby de 2015, una vez acabado su contrato se suma a la disciplina del Aviron Bayonne donde baja de categoría a Pro D2, En la temporada 2015-2016 es titular indiscutible y pieza clave para lograr el ascenso a la máxima categoría del rugby francés, al ganar la final de la eliminatoria de ascenso a Aurillac por 21-16. En la temporada el equipo lleva una mala temporada y es cedido a Montpellier donde juega el play off por el título perdiendo en cuartos de final ante Racing

### Palmarés y distinciones notables
- Campeón Play off ascenso Pro D2 2015-2016 (Aviron Bayonnais)